# 아사히 세리나
아사히 세리나(일본어: 朝日 芹奈, 1998년 11월 30일~)는 일본의 AV 여배우이다. 《FLASH》 발표한 2021년 섹시 여배우 순위 36위를 기록했다.